# Глеле-Аханханзо, Морис
Морис Глеле-Аханханзо (фр. Maurice Glèlè-Ahanhanzo ; 1934, Французская Дагомея) — бенинский общественный деятель, историк, юрист, педагог. Профессор. Доктор права. Президент Учредительного собрания Бенина (1990—1991). Сотрудник ООН и ЮНЕСКО.

## Биография
Представитель народа фон. В 1967 году окончил Парижский университет.
В 1965—1966 годах работал советником президента ЮНЕСКО в Париже, где отвечал за выпуск многотомной «Всеобщей истории Африки». В 1967—1992 года работал в ЮНЕСКО.
С 1975 года — профессор юридических наук в Сорбонне в Париже. Кроме того, читал лекции в университетах Дакара (Сенегал) и Котону (Бенин).
В 1989—1993 годах был заместителем генерального директора ЮНЕСКО. В 1994—2002 годах занимал пост специального докладчика ООН по современным формам расизма, расовой дискриминации, ксенофобии и связанной с ними нетерпимости.
С 2000 года — член Комитета по правам человека ООН.
Соавтор Африканской хартии прав человека и народов.
Автор работ, посвященных политической и социальной истории Дагомеи, взаимосвязи религии, культуры и политической власти в странах Тропической Африки. Опубликовал несколько книг и различных статей по правам человека. Кроме того, автор многочисленных докладов для Генеральной Ассамблеи ООН.
Женат и имеет четверых детей.